# Vol. 2: Hard Knock Life
Vol. 2: Hard Knock Life es el tercer álbum del rapero Jay-Z, lanzado en 1998. El álbum es uno de los más exitosos de Jay-Z, vendiendo 6 millones de copias en Estados Unidos. 

## Fondo
Jay describió el trasfondo de los temas líricos del álbum en una entrevista de diciembre de 1998 con Blues & Soul, diciendo: "Principalmente me veo como mucho más que un rapero. Realmente creo que soy la voz de mucha gente que no No tienen ese micrófono o no saben rapear. Así que quería representar y contar la historia de todos los que han pasado por lo que yo he pasado, o conocen a alguien que ha pasado. También quería hablar sobre nuestro estilo de vida con personas que... aunque vivan, digamos, en los suburbios y no sean parte de ese mundo, todavía quieren saberlo y comprenderlo". Jay le dijo a MTV News que el vol. 2 iba a ser su último álbum, pero luego se retractó de esa afirmación.

## Producción
Varias pistas de este presentan un sonido más áspero que la producción más brillante de Bad Boy en In My Lifetime, vol. 1 , en particular los tres temas producidos por el beatmaker de Ruff Ryder , Swizz Beatz . Con la excepción de Stevie J en "Ride or Die", los productores de Bad Boy no desempeñan ningún papel en el vol. 2 , aunque Jay-Z reclutó a Timbaland , Jermaine Dupri e Irv Gotti para un sonido más pop en tres de los sencillos del álbum. Este también sería el último álbum de Jay-Z en el que participaría su mentor Big Jaz .

## Recepción de la crítica
En una reseña contemporánea para Playboy , Robert Christgau consideró el Vol. 2... Hard Knock Life , una progresión de su predecesor, que presenta ritmos más notables que atraerían a oyentes no solo a los estetas del hip hop. Destacó la "audaz muestra de Annie " de la canción principal y la producción de Swizz Beatz , quien creía que tomó influencia de compositores posminimalistas como Steve Reich y Philip Glass . "Y cualesquiera que sean los valores morales de Jay-Z", escribió Christgau, "el hombre sabe cómo juntar palabras y decirlas muy rápido". Más tarde le otorgó una mención honorífica de tres estrellas en suGuía del consumidor , que indica "un esfuerzo agradable que los consumidores en sintonía con su estética primordial o su visión individual bien pueden atesorar". En The AV Club , Nathan Rabin dijo que el disco era "un álbum desigual aunque valioso" cuyas mejores canciones "despojan al rap gangsta de su bravuconería de supermatón y lo reemplazan con una comprensión más matizada de las emociones humanas detrás de la fachada gangsta". Q lo llamó "el epítome del hip hop convencional" en ese momento. 
vol. 2... Hard Knock Life ocupó más tarde el puesto 46 en la lista de la revista Rolling Stone de los 100 mejores álbumes de la década de 1990.

## Desempeño comercial
su primera semana y pasó un total de 5 semanas consecutivas en el primer puesto. Vol. 2... llegó al número uno en su segunda semana ganando 208.000 copias y se mantuvo en la cima por tercera semana consecutiva vendiendo 186.000 copias. En su quinta semana, el álbum vendió poco menos de 174.000 copias y una vez más se mantuvo en el número uno. Es el álbum más vendido de Jay-Z en 2013.y fue certificado 5 × Platino por la RIAA en 2000. Para 2013, el álbum había vendido 5.400.000 copias en Estados Unidos. El álbum ganó el premio Grammy al mejor álbum de rap en la 41.ª edición anual de los premios Grammy . Aunque ganó el premio, boicoteó la ceremonia, citando lo que considera una continua falta de respeto por parte de los Grammy hacia el hip hop porque no iban a transmitir las nominaciones de rap. Le dijo a MTV: "Estoy boicoteando los Grammy porque se sigue ignorando a muchos artistas de rap importantes. Los raperos merecen más atención por parte del comité de los Grammy y del mundo entero. Si tiene un arma, todo el mundo lo sabe; pero si continuamos, una gira mundial, nadie lo sabe."

## Lista de canciones
1. "Hand It Down (Intro)" - 2:56
2. "Hard Knock Life (Ghetto Anthem)" - 3:58
3. "If I Should Die" - 4:55
4. "Ride or Die" - 4:48
5. "Nigga What, Nigga Who (Originator 99)" (con Amil & Big Jaz) - 3:53
6. "Money, Cash, Hoes" - 4:46
7. "A Week Ago" - 5:00
8. "Coming of Age (Da Sequel)" - 4:21
9. "Can I Get A..." (con Amil & Ja Rule) - 5:09
10. "Paper Chase" - 4:34
11. "Reservoir Dogs" - 5:19
12. "It's Like That" - 3:45
13. "It's Alright" (con Memphis Bleek) - 4:01
14. "Money Ain't a Thang" - 4:13